# Nora Tveit
Nora Tveit (født 19. december 2002 i Forus) er en cykelrytter fra Norge, der er på kontrakt hos DAS-Hutchinson.